# حسین قوللرآقاسی
حسین قوللرآقاسی (زادهٔ ۱۲۶۹ – درگذشتهٔ ۱۳۴۵) نقاش ایرانی و در کنار محمد مدبر، یکی از دو بنیان‌گذار نقاشی قهوه‌خانه‌ای شناخته می‌شود. او در پرده‌های خویش از حماسه‌های ملی و مذهبی چون لیلی و مجنون، یوسف و زلیخا، بهرام گور و موضوعات حماسی و روایت‌های عامه بهره برده‌است.

## زندگی‌نامه

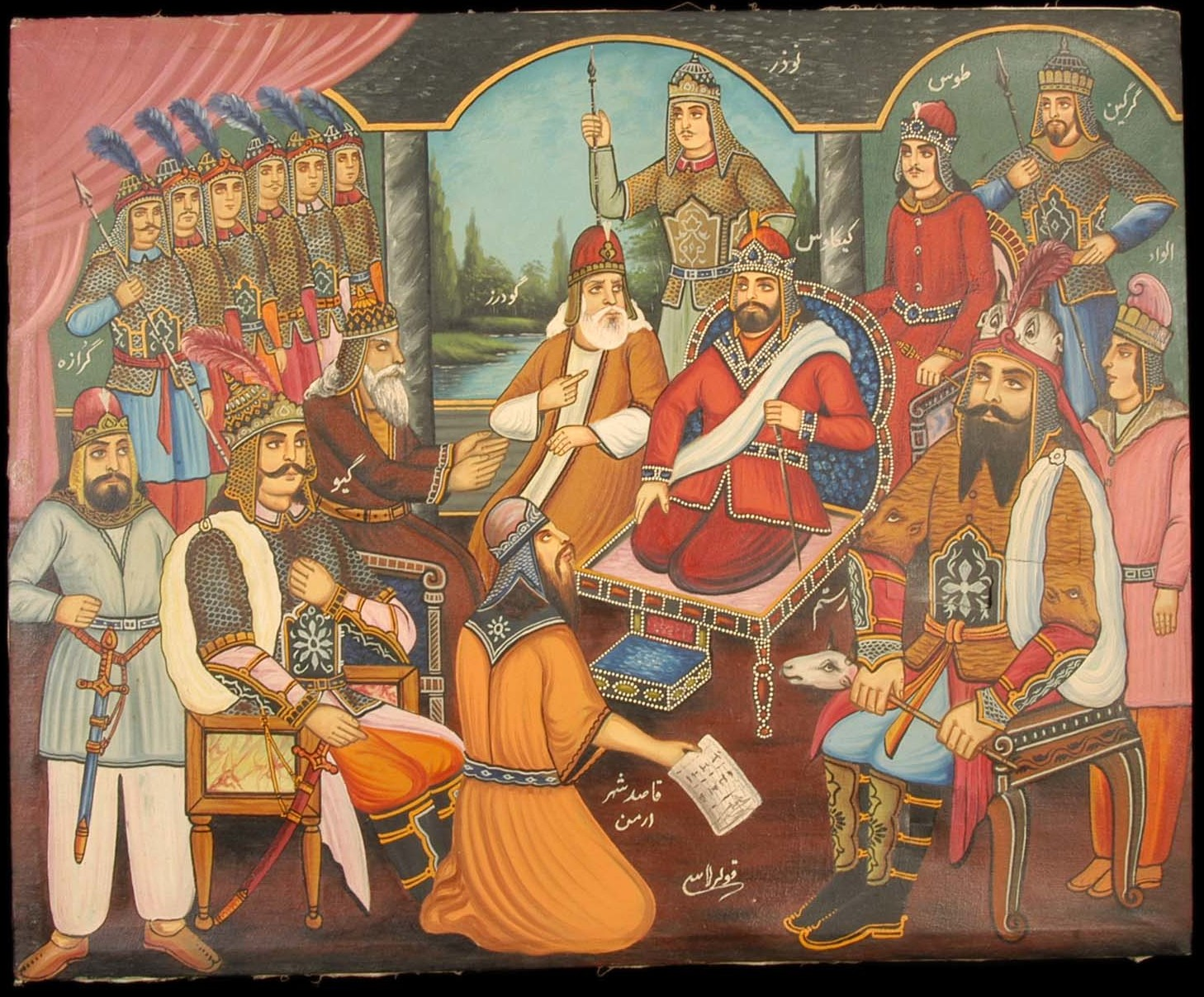
مجلس کی‌کاووس اثر حسین قوللرآقاسی

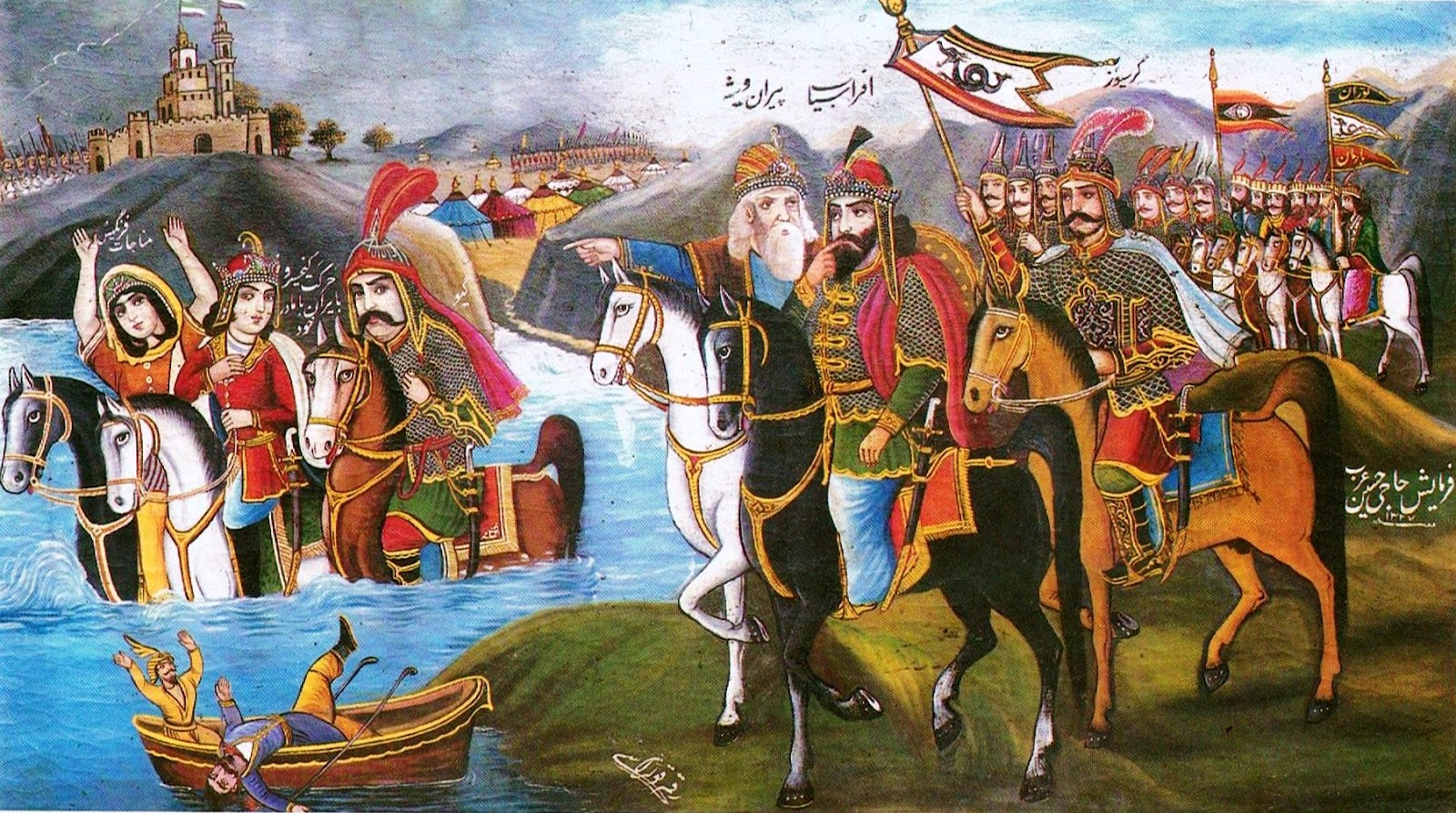
کی‌خسرو هنگام رهسپاری به ایران اثر حسین قوللرآقاسی

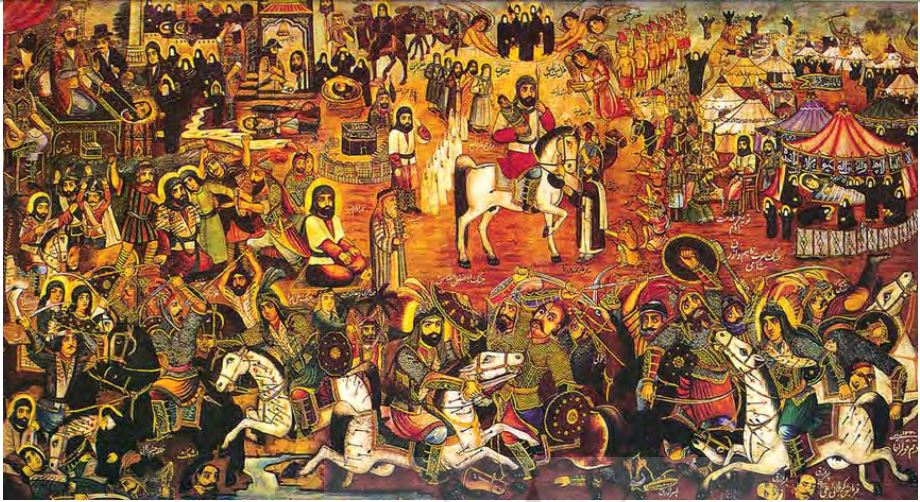
پرده مصیبت کربلا در سبک قهوه‌خانه‌ای اثر قوللرآقاسی در سال ۱۳۳۰

حسین فرزند علی‌رضا قوللرآقاسی، یکی از هنرمندان و استادان نقش‌پرداز بر روی کاشی و قلمدان و از نقاشان عصر قاجار به‌شمار می‌رفت؛ که نقاشی هفت خوان رستم بر سردر ارگ کریم‌خان زند در شیراز یکی از اثرهای بجا مانده از او است. حسین قوللرآقاسی فن و هنر نقش‌اندازی روی کاشی و روغن‌کاری بر دیوار را از نه سالگی نزد پدر آموخت و کارگاه کاشی‌پزی پدرش در خیابان باب همایون را تا پس از درگذشت وی می‌گرداند. محمد مدبر، دوست و همشاگردیش در این دوره کوتاه در نقش‌اندازی روی کاشی و گرداندن کارگاه یاری می‌داد. حسین قوللرآقاسی و محمد مدبر صاحبان سبک و پیشکسوت نقاشی قهوه‌خانه‌ای شناخته می‌شوند.
نخستین کار نقاشی از داستان‌های شاهنامه و واقعهٔ کربلا را به سفارش مشهدی صفر اسکندریان، قهوه‌چی قهوه‌خانهٔ معروف به مشتی صفر در میدان سید اسماعیل آغاز کرد. پسر خواندهٔ او، فتح‌الله قوللرآقاسی نیز از استادان نقاشی قهوه‌خانه‌ای بود.

## آثار
- نبرد رستم و اشکبوس (جنگ هفت لشکر) – ۱۳۱۹
- رستم و سهراب – ۱۳۲۱
- گرفتار شدن خاقان چین به کمند رستم – ۱۳۲۵
- مصیبت کربلا – ۱۳۳۰
- کشته شدن دیو سفید به دست رستم – ۱۳۳۳
- بارگاه حضرت سلیمان – بدون تاریخ اجرا

## درگذشت
وی سرانجام پس از مدتها مبارزه با بیماری در آذر ۱۳۴۵ درگذشت و در مسگرآباد به خاک سپرده‌شد.